# Мунзир I аль-Мансур
Мунзир I ібн Ях'я ібн Туджибі аль-Мансур (араб. المنذر بن يحيى التجيبي‎; д/н — бл. 1023) — 1-й емір Сарагоської тайфи в 1019—1023 роках.

## Життєпис

### Валі
Походив з арабського роду Туджибідів, представники якої деякий час були валі (намісниками) Сарагоси. Сам Мунзир належав до Дарокської гілки роду Туджибідів, відомої як Бану Юсуф (або Бану Абд аль-Азіз). Син Ях'ї ібн аль-Мутарріфа, валі Дароки. Дата народження невідома. Як й інші представники свого роду брав участь у військових походах хаджибів Кордовського халіфату аль-Мансура та його сина аль-Музаффара проти Барселонського і Кастильського графств, королівств Наварра і Леон.
1005 року після смерті родича Абу'л-Асі аль Хакама ібн Абд аль-Азіза призначається валі Тудели. До 1008 року брав участь у походах проти Барселони, Арагону і Наварри. 1009 року отримав від хаджиба Абдаррахмана ібн Санчула посаду валі Сарагоси та очільника ат-Тагр аль-Ала (Верхньої Марки).
1010 року спільно з очільниками гвардії-сакаліба Хайраном і Анбаром влаштував вбивство халіфа Мухаммеда II. Але незабаром підтримав претендента на трон Сулаймана. У 1010 році спробував відвоювати в Лабіба аль-Фати Тортосу, але йому завадили валенсійські еміри Мубарак і Музаффар.
У 1013 році надав поваленому Сулайману підтримку, сприявши відновленню на троні. Разом з тим Мунзир став фактично незалежним правителем. Втім він бажав через слабких халіфів впливати на керування Кордовським халіфатом. 1018 року підтримав Омейяда Абдаррахмана проти захопивши владу в Кордові династії Хаммудидів. Але останні зрештою перемогли. У відповідь 1019 року Мунзир оголосив про свою незалежність.

### Емір
Спрямував зусилля на зміцнення війська, зведення укріплень, розбудові міст. Водночас надав прихисток інтелектуальній еліті, що втекла з неспокійної Кордови. При дворі Мунзира I оселилися поети Ібн Даррах і Саїд аль-Багдаді.
Зумів поставити в залежність Ібн Сумаді, валі Уески. Також уклав мирні угоди з усіма християнськими сусідами — Беренгер-Рамоном I, гарфом Барселони, і Гарсією II, графом Кастилії. Водночас мав постійні військові сутички з Наваррою.
Помер Мунзир I аль-Мансур близько 1023 року. Йому спадкував син Ях'я аль-Музаффар.